# Santa Maria in Aracoeli

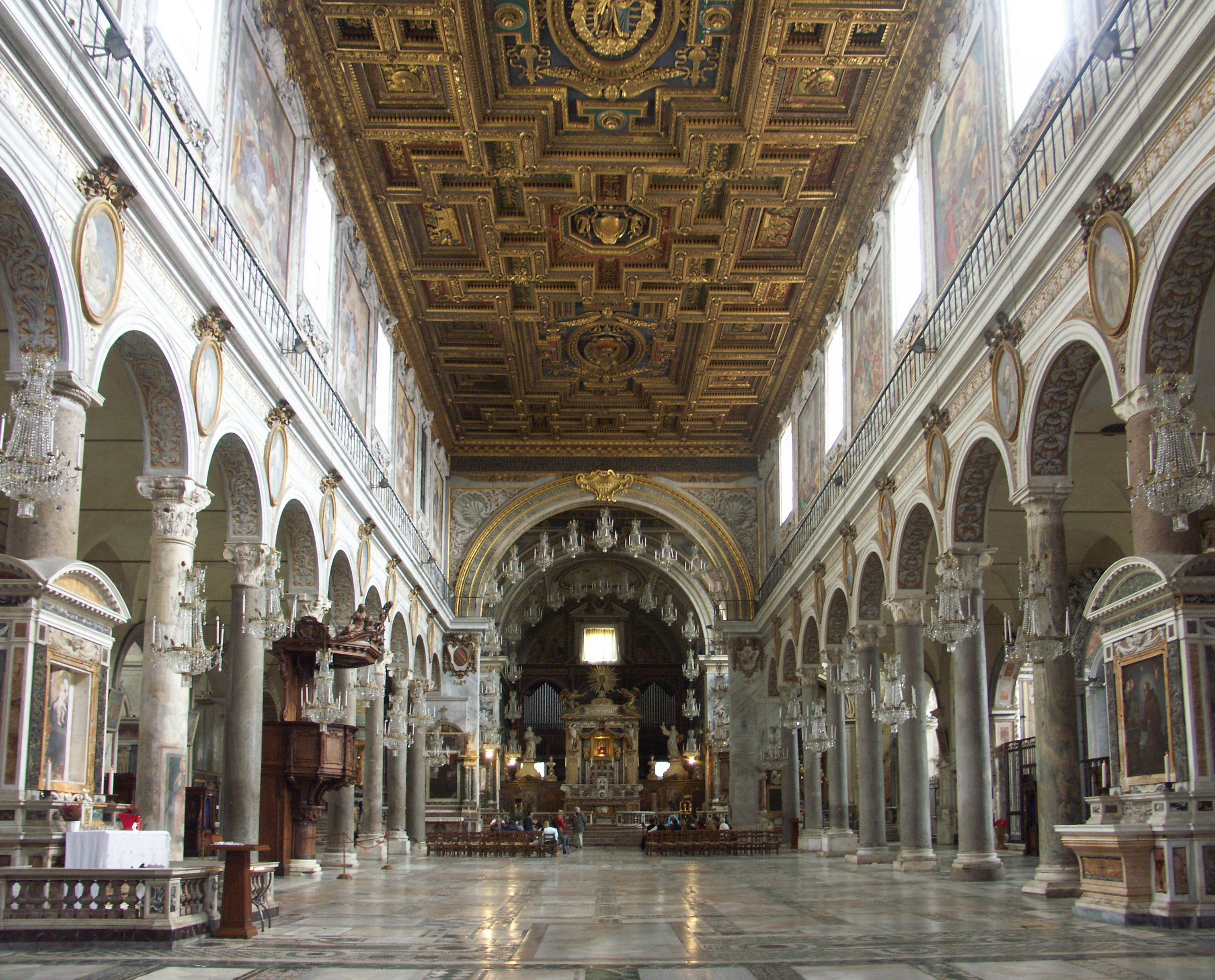
Santa Maria Aracoeli, interiér

Santa Maria in Aracoeli (česky „kostel Panny Marie u Nebeského oltáře“, latinsky původně Santa Maria in Capitolio = „Panny Marie na Kapitolu“) je titulární bazilika v Římě, postavená na návrší Kapitolu, severně od  Kapitolského náměstí (Piazza Campidoglio) a jižně za Památníkem Vittorio italského krále Viktora Emanuela II.

## Historie
Kostel stojí na místě antického chrámu bohyně Juno Monety, nazvané podle místa první římské mincovny, a byzantského kláštera s kostelem Panny Marie na Kapitolu, který se připomíná v roce 574. V 9. století jej do své správy převzali benediktini a roku 1250 jej papež Inocenc IV. přidělil františkánům. Ti mu dali románsko-gotickou architektonickou podobu, dochovanou s pozdějšími úpravami až dosud. 
Kostel byl střediskem náboženského života města (dodnes je kostelem městské rady) a poutníků. Monumentální mramorové schodiště ze západní strany dal roku 1348 postavit republikánský vládce města Cola di Rienzo, který byl později na úpatí schodiště popraven. Připomíná ho na tom místě pomník ve svahu vedle spodní části schodiště. Františkáni upravovali interiér zejména ve 14. a 15. století, tehdy byly malované sloupy mezilodních arkád a přibylo v podlaze chrámu i při jeho stěnách několik desítek náhrobků a náhrobních desek osobností světského i duchovního původu.  
Roku 1571 se v kostele konaly hlavní oslavy vítězství nad Turky v bitvě u Lepanta, v čele triumfu stál Marcantonio Colonna, jeden z Velitelů Katolické ligy,, zúčastnila se městská garda i garda papežského státu. Kostel byl nově vyzdoben a další oltáře přibyly v době barokní. 
Během francouzské okupace Říma Napoleonem v roce 1797 byli františkáni vyhnáni a kostel zrušen. Armádě sloužil jako stáj. V roce 1799 byl vrácen církvi. Poškození byla opravena postupně do roku 1833 a roku 1848 byly osazeny nové varhany, které financoval Carlo Torlonia, komtur Řádu maltézských rytířů. V polovině 19. století byl provoz obnoven v původním rozsahu,  včetně poutí.  Po sjednocení Itálie však přešlo vlastnictví kláštera na stát, který zde zřídil kasárna a velitelství dopravní policie. Při stavbě památníku Vittoriano v letech 1882–1911 byly budovy římského a středověkého původu na jižní straně kopce mezi Kapitolem a vstupem na Via del Corso zničeny, včetně budovy konventu ze 6. století, spojené s kostelem (kromě takzvané věže Pavla III., která dosud stojí).

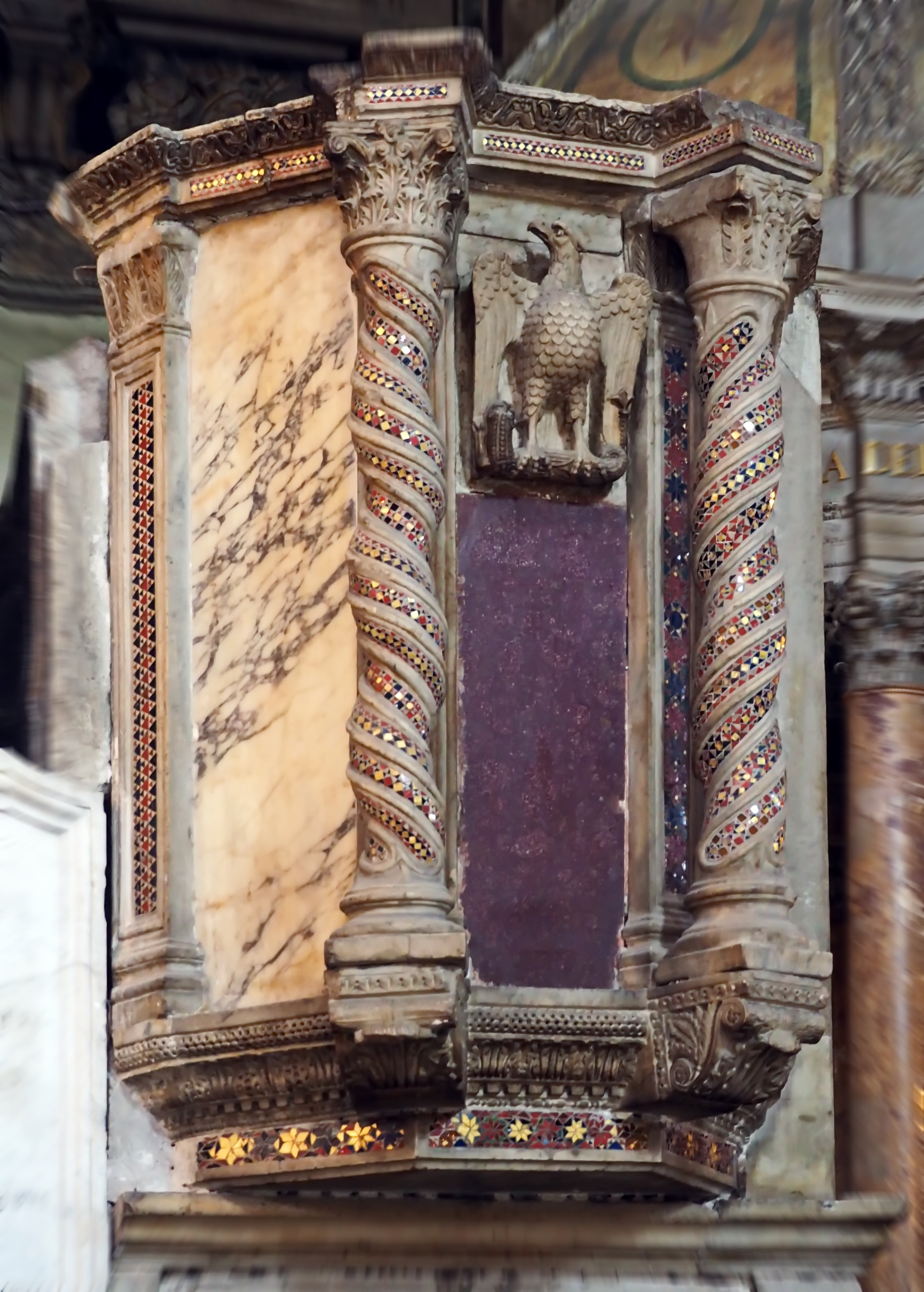
Ambona s mramorovou mozaikou v transeptu, (Cosmati, 13. století)

## Popis
Přístup ke kostelu je od západu po monumentálním schodišti se 156 stupni. Cihlové západní průčelí bylo původně vykládáno mozaikami a freskami, z nichž zbyl jen mozaikový tympanon na portálu hlavních vrat. 
- Hlavní loď je plochostropá, má dřevěný kazetový strop s vyřezávanými emblémy a znaky papeže Řehoře XIII., je zlacený, s červenými a modrými poli;
- Mezilodní arkády jsou neseny 22 antickými sloupy z bílého nebo hnědého mramoru, s korintskými, dórskými či kompozitními hlavicemi, z nichž žádné dvě nejsou zcela shodné. Třetí sloup po levé straně nese nápis, že pochází z císařské ložnice. Mozaiková podlaha je sestavena ze světlých kaménků mramoru, tmavě červeného porfyru, temně zeleného  serpentinitu a úlomků křemene a provedli ji  mistři Kosmaté ve 2. polovině 13. století. Tatáž dílna dodala dvě ambony.

## Hlavní oltář

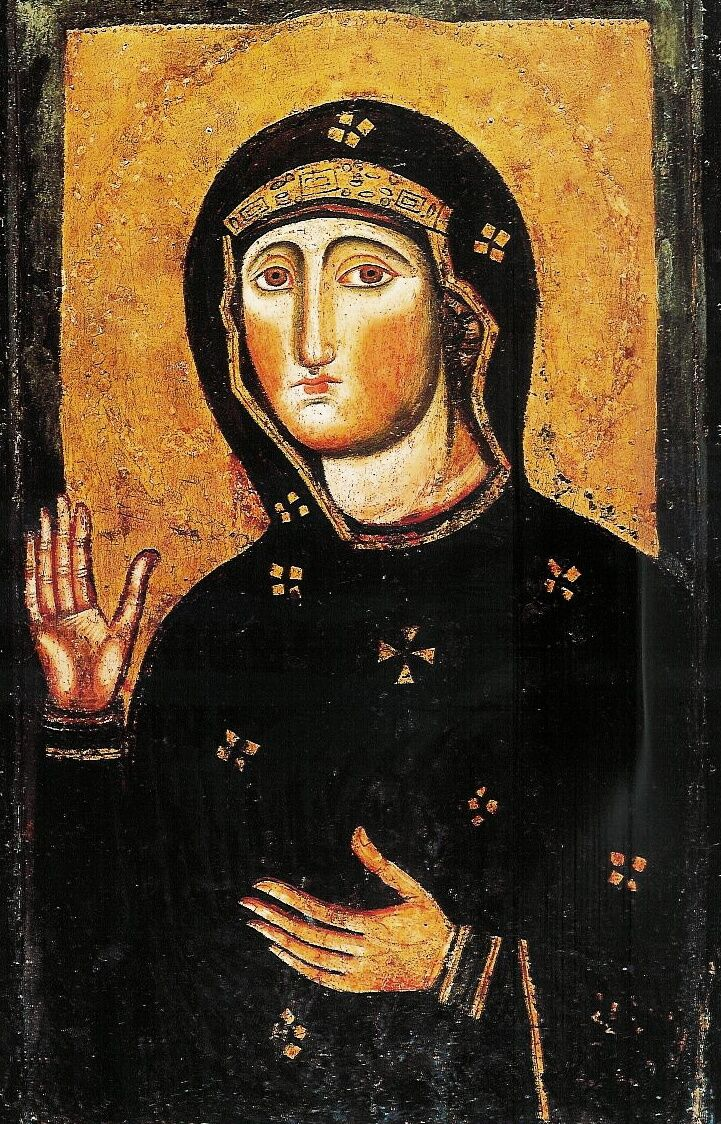
Madona Aracoeli na hlavním oltáři

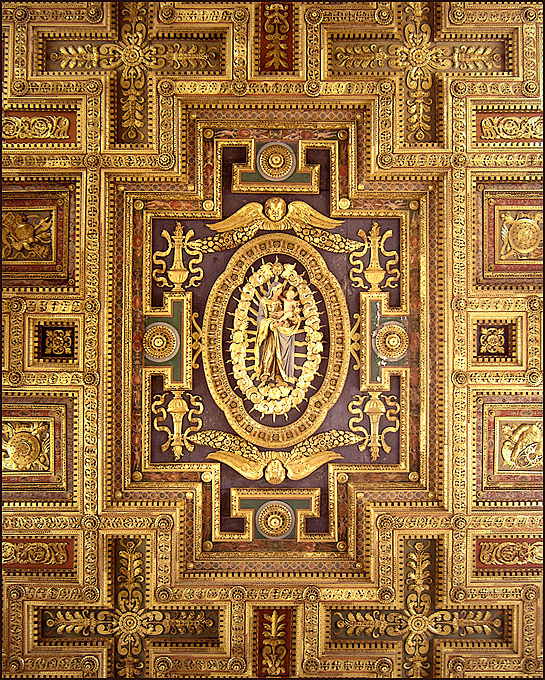
Zjevení Panny Marie ve slunci, renesanční dřevořezba na kazetovém stropě baziliky

- Byzantská ikona Panny Marie z 11. století, je namalovaná temperou na dřevěné desce a v renesančním oltáři označená Regina Aracoeli (Panna Maria Královna nebes). Řecky se nazývá Agiosoritissa, latinsky Maria advocata, lidově madona se zlatýma rukama. Je uctívána jako přímluvkyně za hříšné lidstvo, proto nemá Ježíška. Levou rukou k sobě pod ochranu zve křesťany a pravou ruku pozdvihuje k Bohu, jemuž je doporučuje. Je uctívaná jako jedna z ochránkyň města Říma.

Kopii této ikony přivezl Karel IV. do Svatovítské katedrály, další zhotovili Mistr Theodorik a Mistr Třeboňského oltáře (nyní v Národní galerii v Praze). Další z kopií je například v Bazilice sv. Mikuláše v Trnavě.

### Legenda
Název in Aracoeli (u oltáře nebes) dostal kostel podle středověké legendy, podle níž měl císař Augustus na tomto místě sen, ve kterém se mu ve slunci zjevila žena s dítětem, a proto zde dal postavit „oltář nebes“. Mohla to být odezva Vergiliovy 4. eklogy, která pochází z Augustovy doby a o nebeské ženě s dítětem se zmiňuje. Ve středověku se považovala za důležité proroctví o narození Ježíše Krista, Augustus a Sibylla Tiburtinská jsou vyobrazeni po stranách hlavního oltáře. Panna ve slunci také na stropě baziliky.

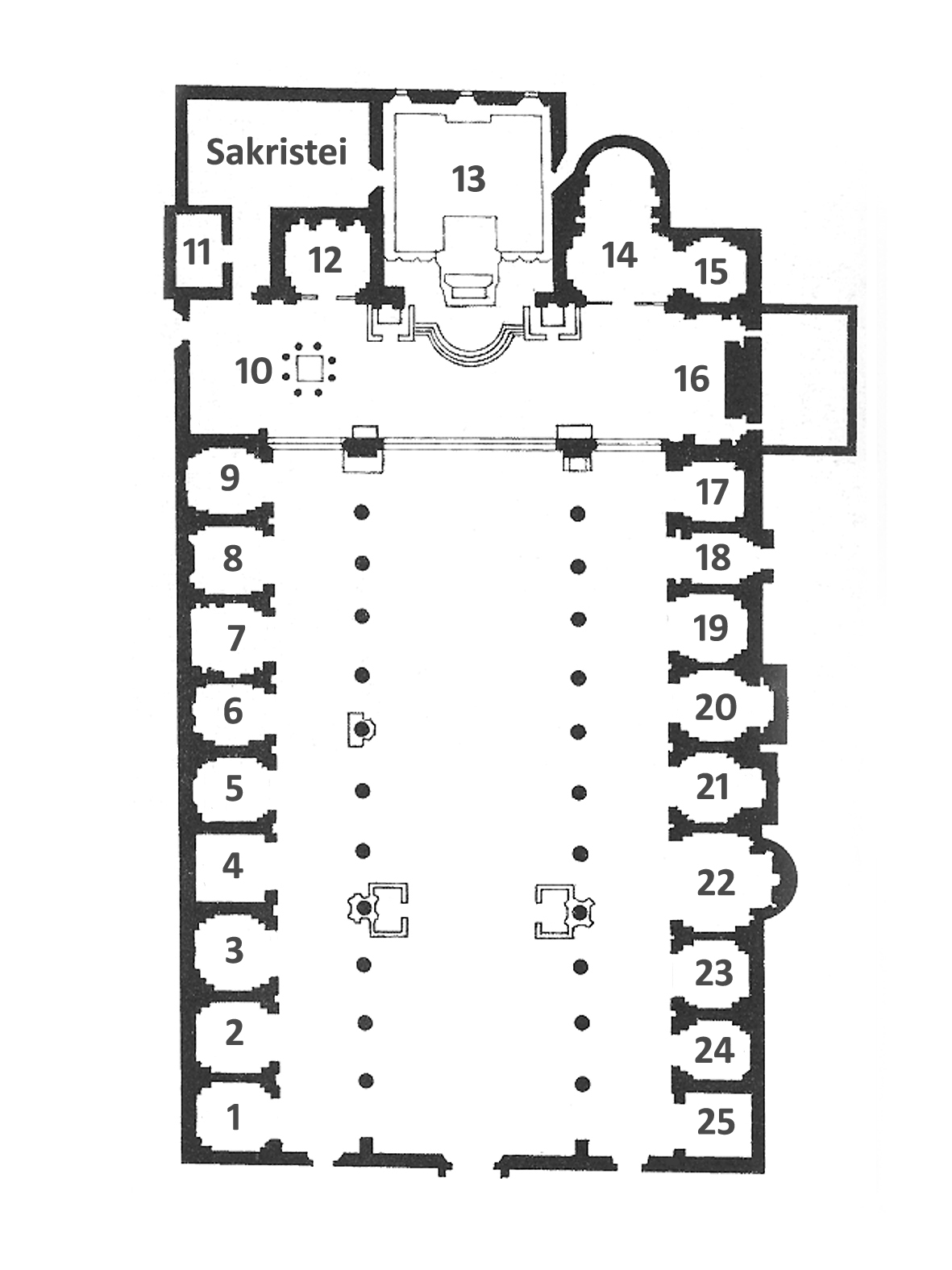
Půdorys kostela s číslováním kaplí

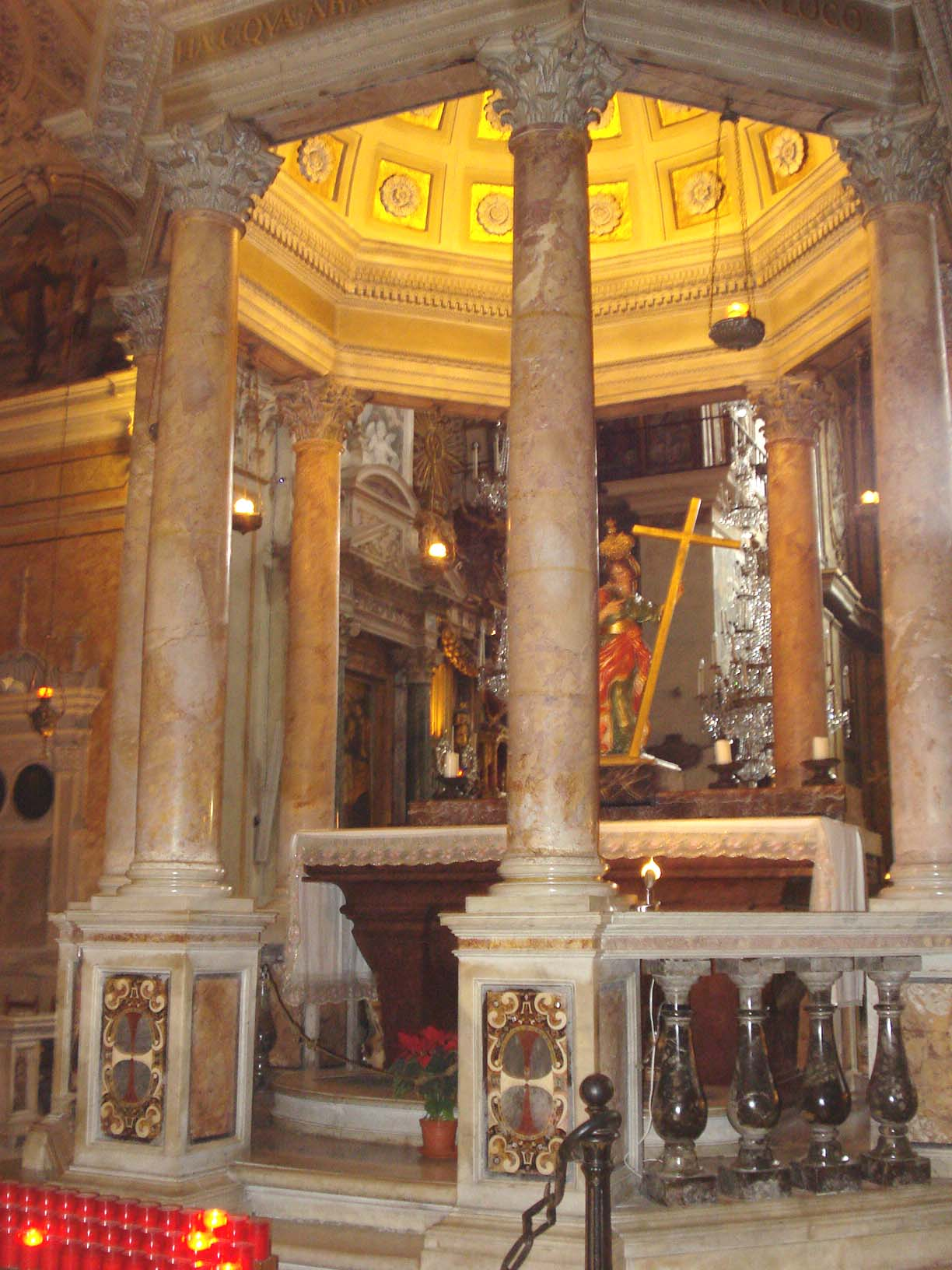
Oltář sv. Heleny

## Další kaple a oltáře

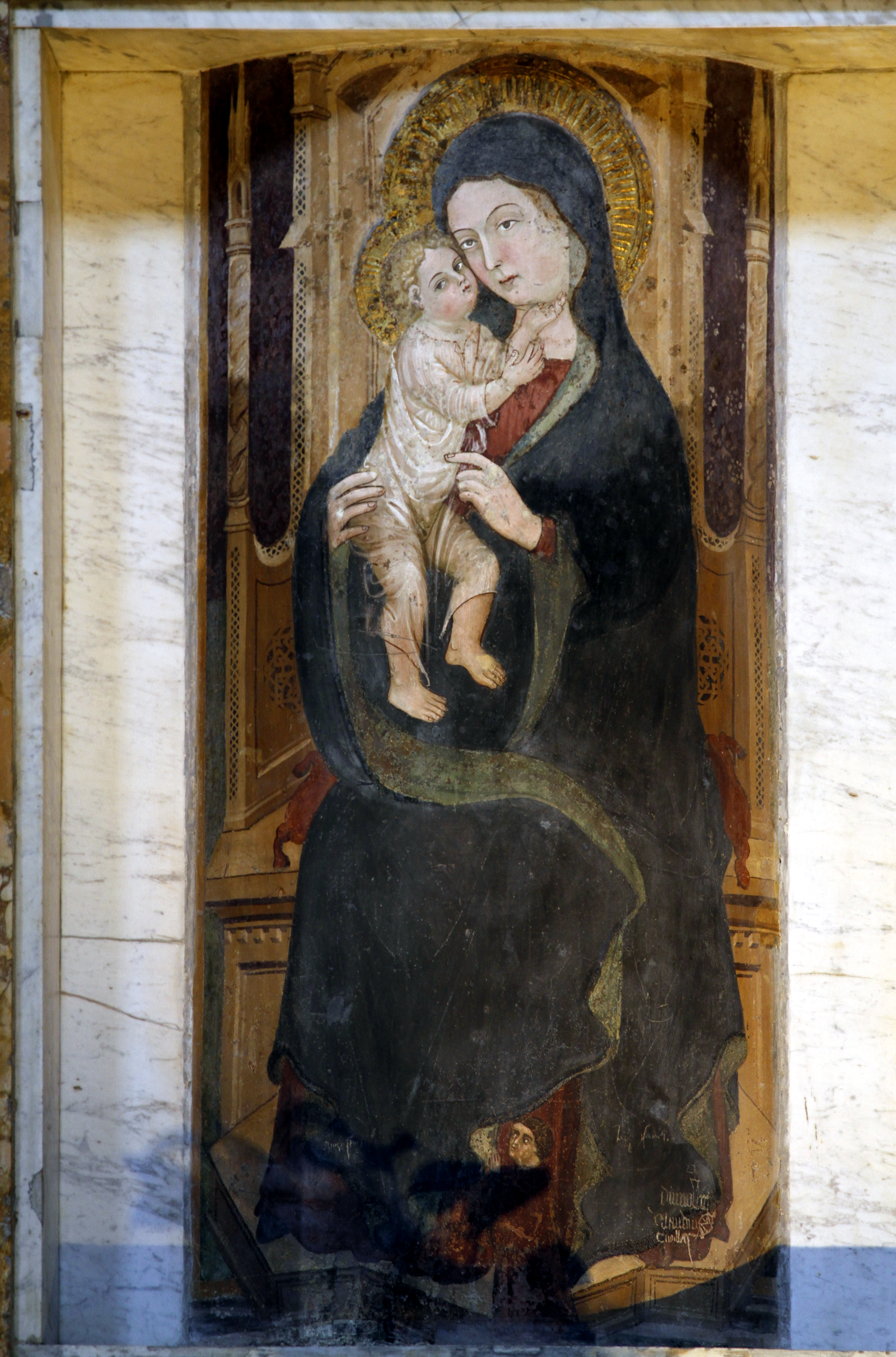
Madona rodiny Colonnů, 14. století

- (12) Kaple sv. Řehoře v závěru transeptu
- (11) Kaple Jezulátka (Il Bambinello): skříňka s dřevěnou soškou Jezulátka z 15. století, se stříbrnou pozlacenou korunkou, ve stříbrném zlaceném plášti (přimontovaném jako příkrov a posázeném šperky od dárců). V roce 1994 byl originál ukraden, je nahrazen kopií.

- (10.) Oltář svaté Heleny, matky císaře Konstantina, pod baldachýnem (v menze relikvie sv. Heleny a jejího bratra)
- (9.) Kaple Panny Marie Loretánské
- (5.) Kaple sv. Pavla - barokní oltářní obraz světce namaloval Cristoforo Roncalli
- (3) Kaple sv. Antonína z Padovy - renesanční oltářní obraz světce namaloval Benozzo Gozzoli.

Jižní boční loď (kaple vpravo od vchodu):
- (25.) Kaple rodiny Buffalini - fresky: dvě scény ze života a jedna z pohřbu sv. Bernardina ze Sieny, namaloval je Pinturicchio v letech 1484-1486, další fresky od jeho žáků.
- (24.) Kaple Piety, oltářní obraz namaloval Marco Pino da Siena, pol. 16. století
- (22.) Kaple Utrpení Páně: gotická socha Ukřižovaného Krista na kříži
- (20.) Kaple sv. Petra z Alcantary; barokní sousoší Extáze sv. Petra z Alcantary před křížem neseným dvěma anděly, autor M. Maille
- (bez čísla) Madona rodiny Colonnů: gotická freska trůnící madony s Ježíškem ze 14. století, malba přenesená na 4. severní sloup  mezilodní arkády a obestavěná renesančním oltářem; protějškem na jižní straně arkád je oltář sv. Františka z Assisi

## Hrobky a náhrobky
- Náhrobek papeže Honoria IV.
- Figurální náhrobek kardinála a generála řádu minoritů Mattea d'Acquasparty (1246-1302), s malbou madony mezi řádovými světci od Pietra Cavalliniho a se sochou kardinála pod baldachýnem;  v transeptu severní boční lodi; Dante Alighieri  jej chválí ve XII. zpěvu svého Ráje.
- Náhrobní deska Giovanniho Crivelliho, reliéf celé postavy v bílém mramoru vytvořil Donatello (1432-1433)
- Náhrobek Cecchina dei Bracci (s bustou podle Michelangelova návrhu roku 1544 vytesal Francesco Amadori.